# 福井大橋
福井大橋（ふくいおおはし）は、福井県坂井市と福井市の間を流れる九頭竜川に架かる福井バイパス（国道8号区間）の道路橋梁。右岸（北側）は坂井市、左岸（南側）は福井市の市域である。

## 概要
- 右岸（北詰）：福井県坂井市丸岡町宇随
- 左岸（南詰）：福井県福井市新田本町
- 車線数：4車線（一部は右折車線があり5車線）

## 地理
- 国道8号（福井バイパス）に架かる橋であり、上流側には、福井県道164号大畑松岡線の福松大橋が、下流側には、福井県道268号福井森田丸岡線の新九頭竜橋が、それぞれ架かっている。

## 歴史
- 1973年（昭和48年） - 開通。